# Dendrobium tridentiferum
Dendrobium tridentiferum är en orkidéart som beskrevs av John Lindley. Dendrobium tridentiferum ingår i släktet Dendrobium, och familjen orkidéer. Inga underarter finns listade i Catalogue of Life.